# Ruta nacional PE-10
La ruta nacional PE-10 es una carretera transversal que comunica la Panamericana Norte con el puerto marítimo de Salaverry. Está construida a modo de multicarril con doble calzada.

## Trayectoria
Emp. PE-1N (Dv. Pto. Salaverry) - Pto. Salaverry.